# Sanã-das-galápagos
Franga-d'água-das-galápagos ou sanã-das-galápagos (Laterallus spilonota), também conhecida como sanã-de-galápagos, é uma pequena espécie de sanã endêmica das Ilhas Galápagos. Assemelha-se à sua espécie-irmã, a sanã-preta (L. jamaicensis) das Américas, da qual divergiu há 1,2 milhão de anos. É ameaçada por espécies introduzidas, como cabras e gatos, e é considerada vulnerável.

## Descrição
A sanã-das-galápagos é uma ave terrestre pequena, medindo aproximadamente 15 cm, quase que não voa. Tem a plumagem escura, sobretudo preta com cabeça e peito mais cinzentos, e manchas brancas no dorso. Possui um olho escarlate, um bico preto e asas curtas e quase inúteis. São muito vocais com uma ampla gama de vocalizações, assim como outras sanãs.

## Hábitos
Vive em pastagens úmidas e florestas, escondendo-se em vegetação densa. Nas Galápagos estes habitats são geralmente encontrados em ilhas com altitudes mais elevadas (particularmente nas ilhas de Santiago, Santa Cruz e Sierra Negra), são mais comuns nas partes mais altas. Se alimentam de invertebrados, principalmente caracóis, isópodes, libélulas, insetos, formigas, também alimentam-se de material vegetal. O forrageamento é durante o dia, movendo-se pelo chão ciscando as folhas e checando a serapilheira.
Diferente de muitos ralídeos insulares, a sanã-das-galápagos pode voar, embora não muito bem. Seu voo foi descrito como desajeitado e trabalhoso.

## Relacionamento com humanos
Apesar de ser um ralídeo insular que quase que não voa, conseguiu sobreviver à chegada de humanos nas Ilhas Galápagos. É uma espécie confiante que tem curiosidade em relação aos humanos e irá abordá-los e investigá-los, essa ingenuidade a torna vulnerável a gatos selvagens, cães e porcos. Cabras e gados introduzidos afetam bastante o habitat dessa espécie, que causa uma queda significável em sua densidade populacional. A remoção de cabras e gados, e a consequente regeneração de árvores, arbustos e gramíneas, ajudaram a manter a população de sanãs-das-galápagos.
A espécie esta relativamente segura, já que maior parte de seu habitat está localizado dentro do Parque Nacional das Galápagos, e esforços estão sendo feitos para remover o maior número de animais introduzidos prejudiciais das ilhas.